# Bågskytte vid olympiska sommarspelen 2020
Bågskytte vid olympiska sommarspelen 2020 arrangerades mellan 23 och 31 juli 2021 i Yumenoshima Park Archery Field i Tokyo i Japan. På programmet fanns individuella tävlingar och lagtävlingar för damer och herrar samt den nya grenen mixedlag.
Tävlingarna skulle ursprungligen ha hållits mellan 24 juli och 1 augusti 2020 men de blev på grund av Covid-19-pandemin uppskjutna.

## Medaljsammanfattning
| Gren                             | Guld                                | Silver                                          | Brons                                        |
| Damernas tävling Detaljer...     | An San Sydkorea                     | Jelena Osipova ROC                              | Lucilla Boari Italien                        |
| Damernas lagtävling Detaljer...  | Sydkorea                            | ROC                                             | Tyskland                                     |
| Damernas lagtävling Detaljer...  | An San Jang Min-hee Kang Chae-young | Svetlana Gombojeva Jelena Osipova Ksenia Perova | Michelle Kroppen Charline Schwarz Lisa Unruh |
| Herrarnas tävling Detaljer...    | Mete Gazoz Turkiet                  | Mauro Nespoli Italien                           | Takaharu Furukawa Japan                      |
| Herrarnas lagtävling Detaljer... | Sydkorea                            | Kinesiska Taipei                                | Japan                                        |
| Herrarnas lagtävling Detaljer... | Kim Woo-jin Oh Jin-hyek Kim Je-deok | Deng Yu-cheng Tang Chih-chun Wei Chun-heng      | Takaharu Furukawa Yuki Kawata Hiroki Muto    |
| Mixedlag Detaljer...             | Sydkorea                            | Nederländerna                                   | Mexiko                                       |
| Mixedlag Detaljer...             | An San Kim Je-deok                  | Gabriela Schloesser Steve Wijler                | Alejandra Valencia Luis Álvarez              |

Denna tabell: visa • redigera

## Medaljtabell
| Pl.    | Nation           | Guld | Silver | Brons | Totalt |
| ------ | ---------------- | ---- | ------ | ----- | ------ |
| 1      | Sydkorea         | 4    | 0      | 0     | 4      |
| 2      | Turkiet          | 1    | 0      | 0     | 1      |
| 3      | ROC              | 0    | 2      | 0     | 2      |
| 4      | Italien          | 0    | 1      | 1     | 2      |
| 5      | Kinesiska Taipei | 0    | 1      | 0     | 1      |
| 5      | Nederländerna    | 0    | 1      | 0     | 1      |
| 7      | Japan            | 0    | 0      | 2     | 2      |
| 8      | Mexiko           | 0    | 0      | 1     | 1      |
| 8      | Tyskland         | 0    | 0      | 1     | 1      |
| Totalt | Totalt           | 5    | 5      | 5     | 15     |

### Fotnoter
1. ↑  (16 juni 2021). Archery Competition Schedule. Arkiverad 3 juli 2021 hämtat från the Wayback Machine. olympics.com. Läst 24 juni 2021.
2. ↑  Archery. tokyo2020.org. Läst 8 oktober 2019.
3. ↑  (Program från 31 juli 2019). Olympic Competition Schedule. tokyo2020.org. Läst 7 oktober 2019.
4. ↑  (30 mars 2020). IOC, IPC, Tokyo 2020 Organising Committee and Tokyo Metropolitan Government announce new dates for the Olympic and Paralympic Games Tokyo 2020. IOK. Läst 24 juni 2021.
5. ↑  (30 juli 2021). Archery – Women's Individual – Medallists. olympics.com. Läst 30 juli 2021.
6. ↑  (25 juli 2021). Archery – Women's Team – Medallists. olympics.com. Läst 25 juli 2021.
7. ↑  (31 juli 2021). Archery – Men's Individual – Medallists. olympics.com. Läst 31 juli 2021.
8. ↑  (26 juli 2021). Archery – Men's Team – Medallists. olympics.com. Läst 26 juli 2021.
9. ↑  (24 juli 2021). Archery – Mixed Team – Medallists. olympics.com. Läst 24 juli 2021.